# أرمن
الأرمن (بالأرمنيَّة: Հայեր) هم مجموعة عرقية, أصليَّة ومقيمة في المرتفعات الأرمنية. تتراوح أعداد الأرمن في العالم بين ستة إلى ثمانية ملايين نسمة حول العالم، وهم شعب ذو تراث ثقافي قديم.
يشكل الأرمن السكان الرئيسيين في أرمينيا. وكان حوالي 120 ألف أرمني يسكنون مرتفعات قره باغ قبل نزوح معظمهم عام 2023. هناك مهجر واسع النطاق يتشكل من حوالي 5 ملايين شخص من أصول أرمنية بالكامل أو جزئيًا يعيشون خارج أرمينيا الحديثة. يوجد اليوم أكبر عدد من الأرمن في روسيا والولايات المتحدة وفرنسا وجورجيا وإيران وألمانيا وأوكرانيا ولبنان والبرازيل وسوريا. وباستثناء تركيا وإيران والدول السوفيتية السابقة، يشكل الشتات الأرمني في الوقت الحاضر أساسًا نتيجة للإبادة الجماعية للأرمن.
ينتمي معظم الأرمن إلى الكنيسة الأرمنية الأرثوذكسية، وهي كنيسة لا خلقيدونية، وهي أيضًا أقدم كنيسة وطنية في العالم. بدأت المسيحية تنتشر في أرمينيا بعد صلب يسوع بوقت قصير، بسبب جهود اثنين من رسله، هما القديس تداوس والقديس برثلماوس. في أوائل القرن الرابع، أصبحت مملكة أرمينيا أول دولة تتبنى المسيحيَّة كدين للدولة. للكنيسة الأرمنيَّة طقوسها الخاصة المنبثقة من الحضارة والمجتمع الأرمني، وقامت الكنيسة الأرمنية، بدور بارز في الحفاظ على الثقافة والهوية الأرمنية.
اللغة الأرمنية هي لغة هندو أوروبية. ولديها شكلين مفهوميين ومكتوبين: الأرمينية الشرقيَّة، والتي يُتحدث بها اليوم بشكل رئيسي في أرمينيا وأرتساخ وإيران والجمهوريات السوفياتية السابقة. والأرمنية الغربية، وتستخدم في أرمينيا الغربية التاريخية، وبعد الإبادة الجماعية للأرمن، أصبحت تُستخدم في المقام الأول في مجتمعات الشتات الأرمنية. تم اختراع الأبجدية الأرمينية الفريدة في عام 405 ميلادي بواسطة ميسروب ماشدوتس.

## تاريخ
وتنبع من أرمينيا عدة أنهار رئيسة مثل آراكس والكر ودجلة والفرات. وعُرفت أرمينيا في مدونات الملك سركون الأكدي وحفيده نرام سين (الألف الثالث ق.م) باسم أرماني-أرمانم. وقد دخلت الإمبراطورية الآشورية مع الجارة الشمالية مملكة اورارتو (آرارات) في أرمينيا في علاقات تحالف تارة وحروب تارة أخرى.
ويذكر المؤرخ اليوناني هيرودوتس (484 ق.م-425 ق.م) عن علاقات أرمينيا أن الأرمن كانوا ينقلون البضائع بالمراكب عبر نهر الفرات إلى بابل، حيث كانوا يبيعونها.
ومن القرن السابع ق.م. وحتى بداية القرن الأول الميلادي، حكم أرمينيا ملوك من الأسرة اليروانتية-الأرداشيسية. ومن أشهر ملوك هذه الحقبة الملك ديكران (تيكرانيس) الثاني (95 ق.م-55 ق.م) الملقب بـ (ملك الملوك) بعد أن تنازل له ملك فارس عن اللقب الأخير. وقد ضم إلى مملكته أجزاءً من بلاد فارس وشمال العراق وسوريا وفلسطين ولبنان. وكانت تلك بداية للعلاقات الأرمنية-العربية الفعلية في التاريخ.
في عام 301 م، اعتنقت أرمينيا الديانة المسيحية بشكل رسمي. وبهذه الخطوة، تكون أرمينيا أول دولة اعتنقت المسيحية في العالم. وفي عام 406 م، اخترع الراهب ميسروب ماشدوتس الأبجدية الأرمنية، وتمت ترجمة الإنجيل إلى الأرمنية، وبذلك بدأ العصر الذهبي للأدب الأرمني، إذ تمت ترجمة أغلب المؤلفات العلمية والثقافية والتاريخية والدينية الموجودة آنذاك إلى اللغة الأرمنية، حتى أن أصول بعض هذه المؤلفات قد فقدت وبقيت ترجماتها الأرمنية. وقد سبق عصر الترجمة في أرمينيا عصر الترجمة في الدولة العربية الإسلامية بعدة قرون، وسبق الشعب الأرمني الشعب الألماني في ترجمة الكتاب المقدس (على يد مارتن لوثر) بنحو 1100 سنة.

### الأرمن والدولة البيزنطية
لقد مرت تلك الفترة بين القرنين الرابع الميلادي والسابع الميلادي بمراحل تقارب وتنافر في العلاقات الأرمنية-البيزنطية. فبعد إنشاء أرمينيا الكبرى على يد الملك دكران التي امتدت من البحر الأسود وقزوين شمالاً حتى سوريا وفلسطين جنوبا، ً وقعت أرمينيا مجدداً تحت سوء الطالع فلقد تشكلت حولها دولتان كبريان، الإمبراطورية الفارسية شرقاً والإمبراطورية الرومانية غرباً، ولقد تناوب الجانبان على احتلالها حتى أضحت أرمينيا منطقة تصارع قوى.
وفي بداية القرن الثالث الميلادي تشكلت مملكة أرمينيا مجدداً. وقد اعتنق ملكها الديانة المسيحية وأصبح أول شعب مسيحي في العالم، وفي القرن الخامس الميلادي احتلها الفرس، وقد عرف في تلك الفترة أميرها (فارتان ماميكونيان) الذي حارب الفرس من أجل دينه المسيحي لأنه رفض السجود للنار وقد قتل في هذه المعركة 200000 أرمني ومثليه من الفرس، وقد اعتبر ذلك انتصاراً للأرمن.
جمع الأرمن والبيزنطيون الدين، لكنهم اختلفوا في القومية وحب الأرمن للاستقلال والحرية.

### الأرمن والأمويون
شهدت هذه الفترة من تاريخ الأرمن تحالفات مع الأمويين باعتبار أن الدولة الأموية إمبراطورية وصلت بحدودها إلى أرمينيا التي كانت تمتد حتى إقليم كيليكيا الذي يجاور انطاكية.
وأنشأ الأمويون ولاية خاصة بتلك الأرض اسموها ولاية أرمينيا وأذربيجان.
تحالف الأرمن مع الأمويين لمواجهة الخطر البيزنطي، ذلك أن أرمينيا تقع قريبة من حدود بيزنطة.

### الأرمن والعباسيون

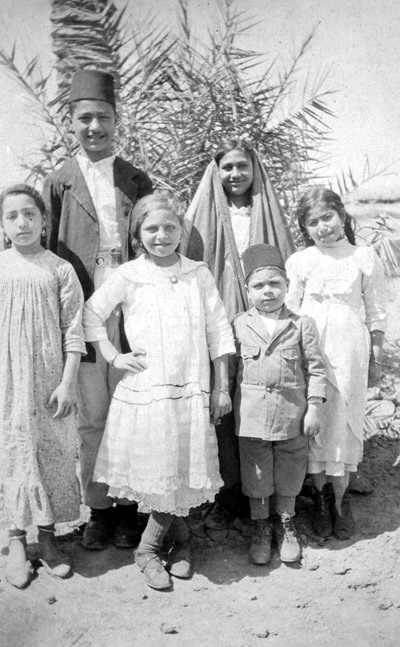
أرمن العراق 1918م.

شهدت فترة الحكم العباسي واحدة من فترات المد والجزر بين الأرمن والمسلمين. لكن العباسيين لم يكونوا كالأمويين في علاقتهم مع الأرمن، فلقد كانت أرمينيا واحدة من أغنى الولايات ولقد جعلوا حاكمها أميراً أرمنياً من عائلة بقردونيان الذي أصبح جد هذه العائلة التي حكمت أرمينيا لفترة طويلة.
وخلال هذه الفترة قام العباسيون باستقدام شعوب كثيرة أسكونها في تخوم أراضي الأرمن، منهم السلاجقة الأتراك أجداد هؤلاء الترك الحاليين.
فلقد قام السلاجقة الأتراك بمحاربة البيزنطيين واحتلوا خلال هذه الحروب أراضي أرمنية كثيرة بمساعدة الخلفاء العباسيين، واستمر هذا الصراع حتى قدوم الصليبيين.

### الأرمن والصفويون

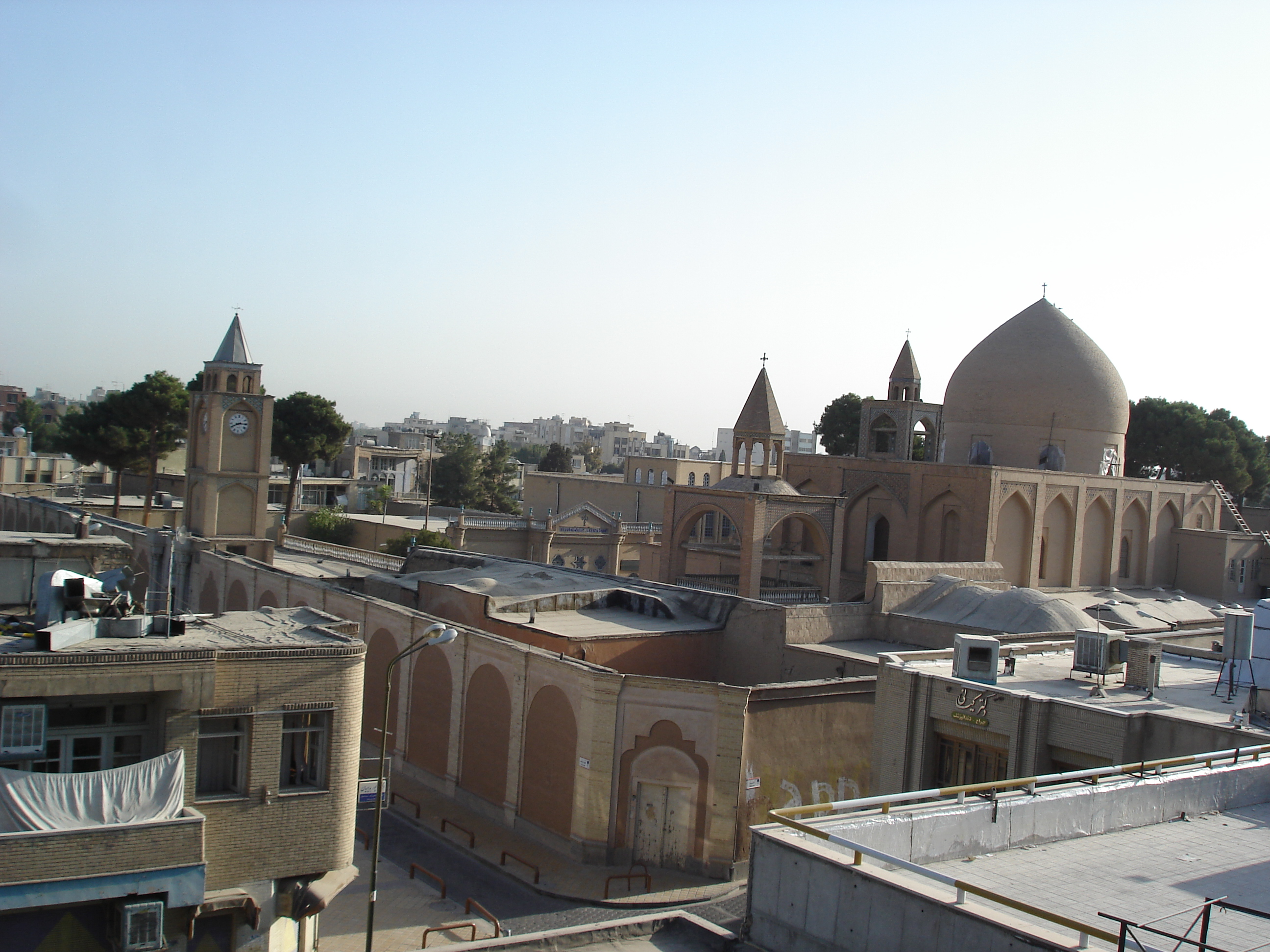
حي نيو جلفة الأرمني في أصفهان: سيطر الأرمن على التجارة والاقتصاد الفارسي خلال عصر الدولة الصفوية.

خلال القرن السادس عشر اقتسمت الدولة العثمانية والدولة الصفوية أرمينيا فيما بينهما. بينما ضمت الإمبراطورية الروسية لاحقاً أرمينيا الشرقية (التي تتألف من خانات يريفان وقره باغ  في بلاد فارس الصفوية) في عامي 1813 و1828. في عام 1606 أنشئ الحي الأرمني بواسطة مرسوم من الشاه عباس الأول، وهو شاه بارز من السلالة الصفوية. قدم إلى الحي أكثر من 150,000 من الأرمن إلى جولفا من ناخيتشيفان.
وقد جاء الأرمن إلى بلاد فارس فارين من الإضطهادات في الدولة العثمانية؛ في حين وفقًا لإدعاءات أوروبية وأرمنية تقول أن السكان الأرمن تم نقلهم بالقوة في 1604 إلى أصفهان من قبل الشاه عباس الأول. على الرغم من اختلاف أسباب قدوم الأرمن إلا أنّ جميع الإدعاءات تتفق أن الأرمن من سكان جولفا ازدهرت على أيديهم التجارة خاصًة تجارة الحرير الخاصة بهم، وعمل الأرمن في أصفهان كتجار أغنياء، ولهم دور بارز في تطوير الصناعات الفنية الدقيقة الخاصة بالمجوهرات والآلات الدقيقة، ويساهمون اليوم في الصناعات البترولية. في أواخر القرن السابع عشر، سيطر الأرمن تقريبًا على كل التجارة الفارسيَّة. وأنشأ الأرمن شبكات تجارية واسعة في مدن مثل بورصة، وحلب، والبندقية، وليفورنو، ومرسيليا، وأمستردام. وهكذا أصبح الأرمن المسيحيين النخبة التجاريَّة في المجتمع الصفوي من خلال وجود رأس مال كبير أتاح للمسيحيين حرية دينية كبيرة فضلًا عن ثراء وسطوة.

### الأرمن والدولة العثمانية

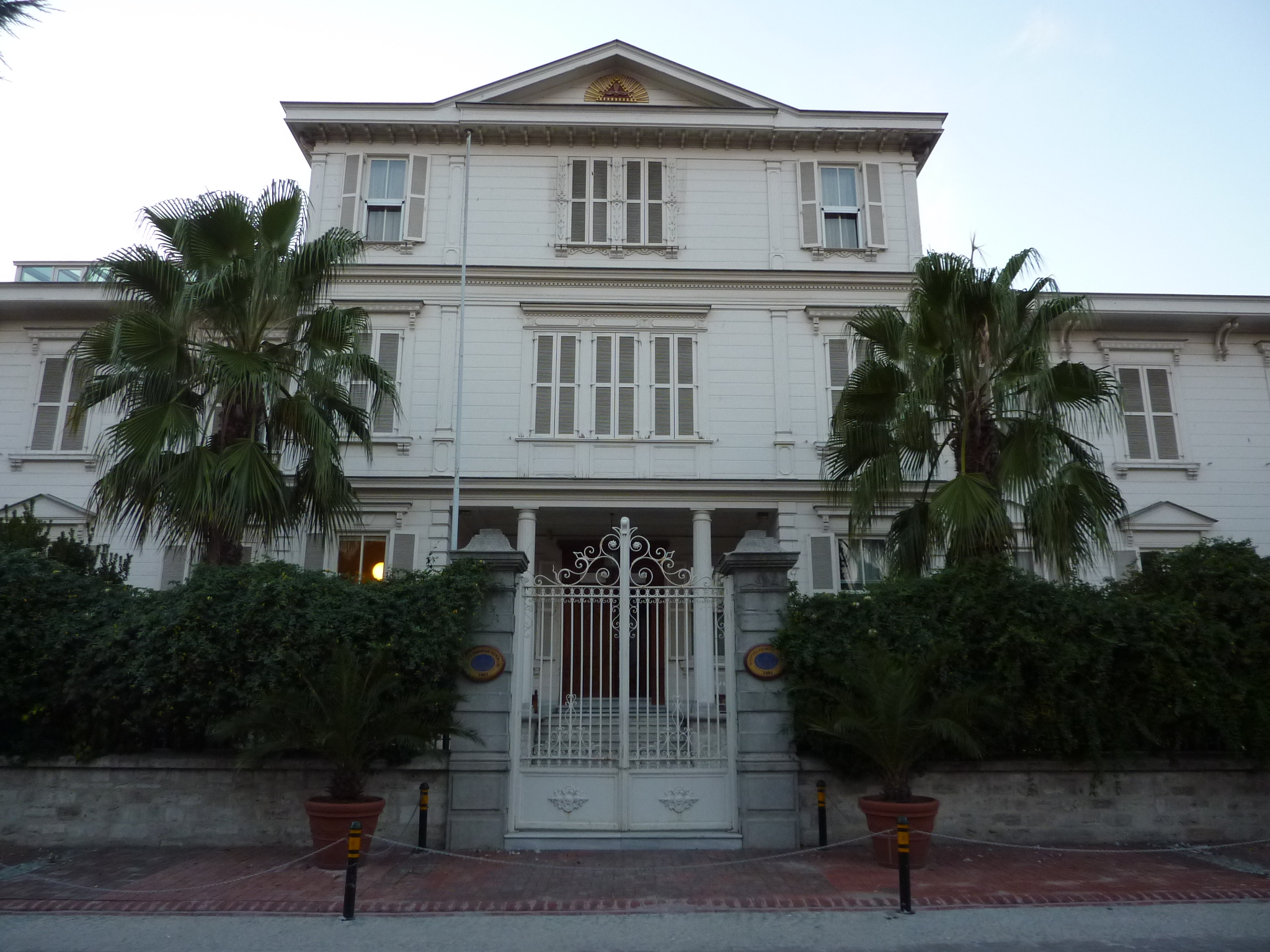
الكنيسة الرسولية الأرمنية بطريركية القسطنطينية في إسطنبول، وهي المركز الروحي للأرمن الأرثوذكس في تركيا.

خضع الجزء الغربي من أرمينيا التاريخية، والمعروفة باسم أرمينيا الغربية، للسيطرة العثمانية مع معاهدة أماسيا في عام 1555 والتي أدت إلى تقسيمها بشكل دائم عن أرمينيا الشرقية بمقتضى معاهدة قصر شيرين في عام 1639. بعد ذلك، تمت الإشارة إلى المنطقة باسم أرمينيا «التركية» أو «العثمانية». وتم تجميع الغالبية العظمى من الأرمن معاً في مجتمع شبه مستقل، وهي الملَّة الأرمنية، والتي كان يقودها أحد الزعماء الروحيين للكنيسة الرسولية الأرمينية، بطريرك القسطنطينية الأرمني. وكان الأرمن يتركزون بشكل رئيسي في المقاطعات الشرقية من الدولة العثمانية، على الرغم من وجود مجتمعات كبيرة أيضاً في المقاطعات الغربية، وكذلك في العاصمة القسطنطينية.
كان المجتمع الأرمني يتكون من ثلاثة طوائف دينية وهي الأرمن الكاثوليك، والأرمن البروتستانت، والرسوليين الأرمن، وهي الكنيسة التي يتبعها الأغلبية الساحقة من الأرمن. في ظل نظام الملة، سُمح للجماعة الأرمنية بحكم نفسها تحت نظام الحكم الديني الخاص بها مع تدخل قليل نسبياً من الحكومة العثمانية. عاش معظم الأرمن - ما يقرب من 70% - في ظروف فقيرة وخطيرة في الريف، بإستثناء طبقة غنية من الأرمن والتي اتخذت من القسطنطينية مقراً لها، وضمت النخبة الأرمنية نخبة اجتماعية كان من بين أعضاءها آل دوزيان (مدراء وزارة المالية)، وآل باليان (كبار المهندسين المعماريين) وآل داديان (المشرفين على مطاحن البارود والمصانع الصناعية). خلال القرن التاسع عشر تحسنت أوضاع الملّة الأرمنيّة الأرثوذكسيّة لتُصبح أكثر طوائف الدولة العثمانية تنظيمًا وثراءً وتعليمًا، وعاشت النخبة من الأرمن في عاصمة الدولة العثمانية حيث تميزوا بالغناء الفاحش وعلى وجه الخصوص العائلات الكبيرة المعروفة آنذاك كعائلة دوزيان وباليان ودادايان حيث كان لهم نفوذ اقتصادي كبير في الدولة. تتشابه أرقام التعداد العثماني مع الإحصائيات التي جمعتها البطريركية الأرمينية، ولكن حسب تقديرات الأخيرة، كان هناك حوالي ثلاثة ملايين أرمني يعيشون في الدولة العثمانية في عام 1878 (400,000 في القسطنطينية والبلقان، وحوالي 600,000 في آسيا الصغرى وكيليكيا، وحوالي 670,000 في أرمينيا الصغرى والمنطقة القريبة من قيصرية، وحوالي 1,300,000 في غرب أرمينيا).
أنشأ الأرمن الصحافة الأولى في الدولة العثمانية ولعّل دريان كليكيان الصحفي ومؤسسس أولى الصحف في تركيا والبروفسور في جامعة اسطنبول العثمانيّة أبرز هؤلاء ولعب أرمن تركيا دورًا في تطوير الأدب الأرمني، وبرزت أسرة باليان الأرمنيّة في مجال العمارة والهندسة ولمدة خمسة أجيال صممت سلالة باليان عدد هام من المباني الرئيسية في الدولة العثمانية بما في ذلك القصور والأكشاك والحمامات العامة والمساجد والكنائس والمباني العامة المختلفة، ومعظمها في الآساتنة. خدم تسعة من أعضاء العائلة ستة سلاطين في سياق قرن تقريبًا وكانوا مسؤولين عن الهندسة المعمارية للعاصمة. نظم الأرمن أنفسهم فأنشاؤوا النوادي، الأحزاب السياسية، والجمعيات الخيرية بالإضافة إلى المدارس والكنائس والمستشفيات. وكان الأرمن في الدولة العثمانية خاضعين في كثير من الأحيان إلى جيرانهم الأتراك والأكراد الذين أرهقوهم بالضرائب التي رافقتها في كثير من الأحيان حالات الإختطاف والتهديد والسرقة وفي بعض الأحيان كانوا يرغمونهم على اعتناق الإسلام وفي حال الرفض كان يتم القضاء عليهم مع نوع من التجاهل وعدم التدخل لهذه الحالات من قبل الحكومة المركزية أو السلطات المحلية في الولاية.
في الأقاليم الشرقية، تعرض الأرمن لنزوات جيرانهم من الأتراك والأكراد، والذين كانوا يفرطون في فرض الضرائب عليهم، ويخضعونهم للقصف والخطف، ويجبروهم على التحول إلى الإسلام، ويستغلون عدم تدخل من السلطات المركزية أو المحلية. في الدولة العثمانية، ووفقا لنظام الذمي والذي كان ينفّذ في البلدان الإسلامية، أعطوا الأرمن، مثلهم مثل غيرهم من المسيحيين واليهود، بعض الحريات. وكان النظام الذمي في الدولة العثمانية يعتمد بشكل كبير على العهدة العمرية. حيث كان هناك حرية وحقوق محدودة لغير المسلمين في الممتلكات، والمعيشة، وحرية العبادة، لكنهم كانوا في جوهر الأمر يُعاملون كمواطنين من الدرجة الثانية في الدولة ويُشار إليهم في التركية باسم (بالتركية: gavours)، وهي كلمة تحقيرية تعني «كافر». كما تضمنت العهدة العمرية فقرة والتي منعت غير المسلمين من بناء أماكن جديدة للعبادة والتي كانت تُفرض تاريخياً على بعض طوائف الدولة العثمانية وتم تجاهلها في حالات أخرى، حسب تقدير السلطات المحلية. على الرغم من عدم وجود قوانين نصت على الغيتوهات الدينية، إلا أن هذا أدى إلى تجمع المجتمعات غير المسلمة حول دور العبادة الموجودة.
بالإضافة إلى القيود القانونية الأخرى، لم يُعتبر المسيحيون مساوين للمسلمين وتم وضع العديد من المحظورات عليهم. الشهادة ضد المسلمين من قبل المسيحيين واليهود كانت غير مقبولة في المحاكم حيث يمكن معاقبة المسلم. وهذا يعني أن شهادتهم لا يمكن النظر فيها إلا في الحالات التجارية. وكانوا ممنوعين من حمل السلاح أو ركوب الخيول والجمال. بيوتهم لا يمكن أن ترتفع عن بيوت المسلمين. وتم تقييد ممارساتهم الدينية بشدة، على سبيل المثال، كان رنين أجراس الكنائس محظورًا تمامًا.

### الإبادة الجماعية للأرمن

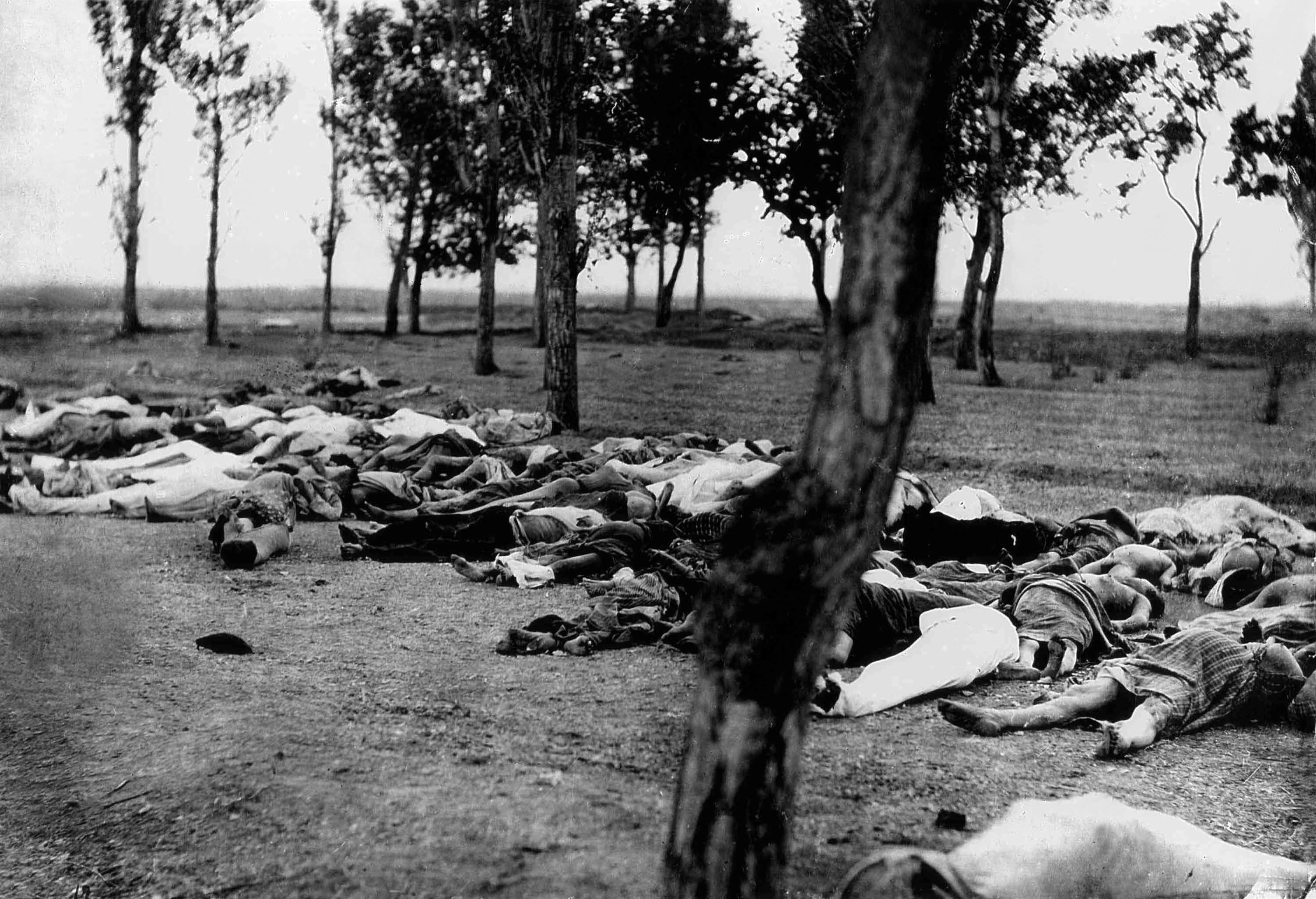
صورة تعود لأوائل القرن العشرين خلال مذابح الأرمن تظهر مجموعة من الأرمن القتلى.

تعرض الارمن في عهد الدولة العثمانية إلى عدة مجازر لعل أهمها المجازر الحميدية ومجزرة أضنة ومذابح الأرمن خلال الحرب العالمية الأولى حيث راح ضحيتها ما بين 500 الف وثلاثة ملايين ارمني.
يوم 24 نيسان في عام 1915 فيه تم اعتقال أكثر من 250 من أعيان الأرمن في إسطنبول. وبعد ذلك، طرد الجيش العثماني الأرمن من ديارهم، وأجبرهم على المسير لمئات الأميال إلى الصحراء من ما هو الآن سوريا، وتم حرمانهم من الغذاء والماء، المجازر كانت عشوائية وتم مقتل العديد بغض النظر عن العمر أو الجنس، وتم اغتصاب والاعتداء الجنسي على العديد من النساء. اليوم أغلبية مجتمعات الشتات الارمني نتيجة الإبادة الجماعية.
قامت الدولة العثمانية في قتل متعمد والمنهجي للسكان الأرمن خلال وبعد الحرب العالمية الأولى، وقد تم تنفيذ ذلك من خلال المجازر وعمليات الترحيل، والترحيل القسري وهي عبارة عن مسيرات في ظل ظروف قاسية مصممة لتؤدي إلى وفاة المبعدين. يقدّر الباحثين ان اعداد الضحايا الأرمن تتراوح ما بين مليون و1.5 مليون نسمة. مجموعات عرقية مسيحية أخرى تم مهاجمتها وقتلها من قبل الحكومة العثمانية خلال هذه الفترة كالسريان والكلدان والآشوريين واليونانيين وغيرهم، يرى عدد من الباحثين ان هذه الأحداث، تعتبر جزء من نفس سياسية الإبادة التي انتهجتها الحكومة العثمانية ضد الطوائف المسيحية.

### جمهورية أرمينيا السوفيتية

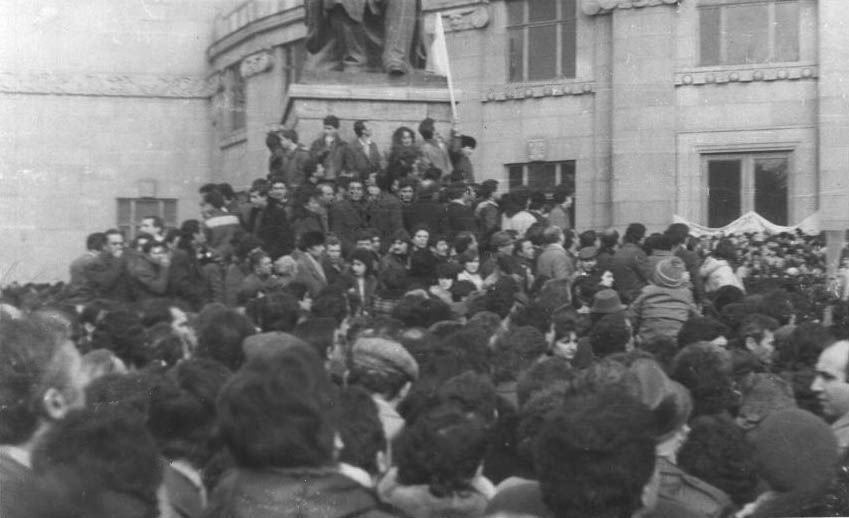
الأرمن متجمعين في ساحة المسرح في قلب يريفان متظاهرين ضد السياسات والحكم السوفياتي عام 1988.

في عام 1991، انهار الاتحاد السوفياتي واستعادت أرمينيا استقلالها. أعلن الاستقلال في 23 أغسطس وكانت أول جمهورية خارج البلطيق تعلن الانفصال. ومع ذلك، شهدت السنوات الأولى بعد انهيار الاتحاد السوفيتي صعوبات اقتصادية فضلاً عن التطور التدريجي للمواجهات المسلحة واسعة النطاق بين الأرمن في قرة باغ وأذربيجان. كان للمشاكل الاقتصادية جذورها في بدايات نزاع ناغورني عندما تمكنت الجبهة الشعبية الأذربيجانية من الضغط على جمهورية أذربيجان الاشتراكية السوفياتية للتحريض على حصار جوي وعبر السكك الحديدية ضد أرمينيا. أدى هذا التحرك إلى شل اقتصاد أرمينيا حيث أن 85% من البضائع والسلع كانت تصلها عبر حركة السكك الحديدية. في عام 1993، انضمت تركيا إلى الحصار المفروض على أرمينيا دعماً لأذربيجان.
انتهت حرب قرة باغ بعد وساطة روسية لوقف إطلاق النار في عام 1994. كانت الحرب نجاحاً لقوات كاراباخ الأرمنية التي تمكنت من السيطرة على 14% من أراضي أذربيجان المعترف بها دولياً بما في ذلك ناغورني كاراباخ نفسها. ومنذ ذلك الحين، عقدت أرمينيا وأذربيجان محادثات سلام توسطت فيها منظمة الأمن والتعاون في أوروبا. ولم يتحدد وضع قرة باغ بعد. تأذى اقتصادا البلدين لعدم وجود حل كامل وتبقى حدود أرمينيا مغلقة مع تركيا وأذربيجان. مع الاتفاق على وقف إطلاق النار بين أذربيجان وأرمينيا عام 1994، كان قد قتل ما يقدر بنحو 30,000 شخص وشرد أكثر من مليون.
مع دخول أرمينيا القرن الحادي والعشرين فإنها تواجه العديد من المصاعب. مع ذلك فقد تمكنت من إجراء بعض التحسينات. نجحت البلاد في إكمال التحول إلى اقتصاد السوق وفي عام 2009 كانت الدولة رقم 31 الأكثر حرية اقتصادية في العالم. سمحت علاقات أرمينيا مع أوروبا والشرق الأوسط ورابطة الدول المستقلة بزيادة التجارة. يصل الغاز والنفط وغيرها من اللوازم عن طريقين حيويين هما إيران وجورجيا. وتحافظ أرمينيا على علاقات ودية مع كلا البلدين.

## الشتات الأرمني

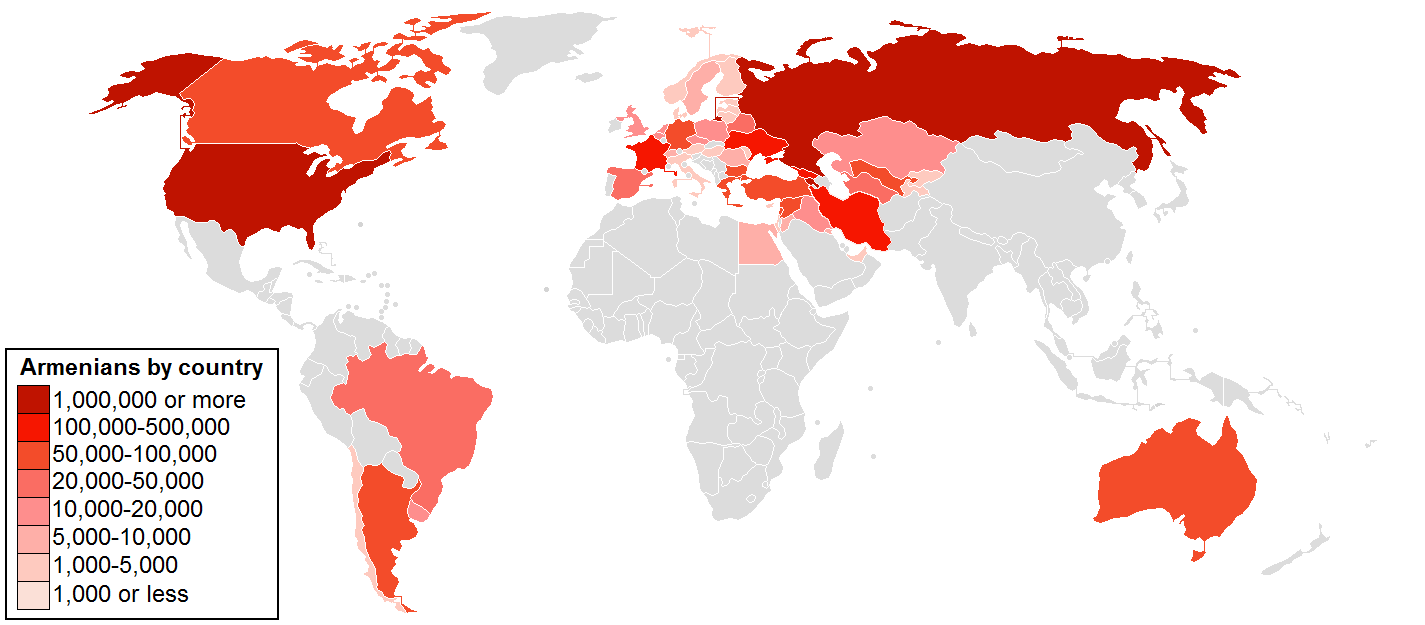
خارطة توضح انتشار الأرمن في الشتات

الشتات الأرمني كبير نسبياً (8 ملايين حسب بعض التقديرات، وهو ما يتجاوز كثيراً تعداد سكان أرمينيا نفسها البالغ 3 ملايين)، حيث توجد المجتمعات الأرمنية في جميع أنحاء العالم. توجد أكبر التجمعات الأرمنية خارج أرمينيا في روسيا وفرنسا وإيران والولايات المتحدة وجورجيا وسوريا ولبنان والأرجنتين وأستراليا وكندا واليونان وقبرص وفلسطين وبولندا وأوكرانيا. كما لا يزال 40,000 - 70,000 من الأرمن يعيشون في تركيا (معظمهم في أو حول إسطنبول).
يقيم أيضاً حوالي 1000 أرمني في الحي الأرمني في البلدة القديمة في القدس وهم من تبقى من مجتمع أكبر. يوجد في إيطاليا سان لاتزارو ديلي أرميني وهي جزيرة تقع في البحيرة الفينيشية، يشغلها تماماً دير يديره الميخيتاريستيون وهم جماعة أرمنية كاثوليكية. بالإضافة إلى ذلك، يعيش ما يقرب من 139,000 من الأرمن في الدولة بحكم الواقع ناغورني كاراباخ حيث يشكلون أغلبية السكان. وتضم بلجيكا جاليّة أرمنيّة ذات شأن في أنتويرب وبروكسل؛ وهم إلى جانب اليهود الحاسيديم والهنود الجانيين والموارنة يهيمن الأرمن على سوق تجارة ألماس. وتمتلك أسر أرمنية أخرى شركات مرموقة وكبيرة في صناعة وتجارة الألماس ومنها عائلة أرتينيان، وأوسكانيان، وبارساميان، وآصلانيان، وأرسلانيان، وهامبارتسوميان، وإيبكجيان وتشيركيزيان.

## الأرمن في فلسطين

### التاريخ
تعود أصول  الطائفة الأرمينية في فلسطين إلى 1700، حيث جاءوا في القرن الثالث الميلادي إلى القدس واستقروا فيها أقاموا لاحقاً (في القرن السابع الميلادي) بطريركية خاصة بهم أصبحت على مر العصور مقصداً للحجاج الأرمن، الذين عملوا على تأسيس الخانات ومراكز الضيافة. 
تعتبر الطائفة الأرمنية في فلسطين الثالثة بعد الروم الأرثوذكس واللاتين من حيث العدد والأهمية في فلسطين، ويعود أكبر توافد للأرمن إلى القدس إلى الهجرات الأرمينية الكبرى التي شملت بلاد الشام عام 1915 ما بعد الحرب  العالمية الأولى وتداعياتها.
يعود وجود الأرمن في فلسطين إلى القرن الرابع أو إلى القرن الخامس الميلادي. وثمة اعتقاد أن وجود الأرمن في القدس كجماعة لم ينقطع منذ ذلك الحين. وتشير بعض المصادر التاريخية إلى أن الوجود الأرمني في القدس أقدم من هذا التاريخ. وقد لعب الأرمن في العصر الروماني دور التجار والحرفيين، وبرعوا في المهن المشتقة من هذا الدور. وفي أي حال كان الأرمن من أوائل الحجاج الذين أسسوا الخانات ومراكز الضيافة في فلسطين لاستقبال الحجيج. ويذكر رادابت (غرابيت) أنسطانس الذي قاد إحدى قوافل الحج من أرمينيا إلى فلسطين في القرن السابع الميلادي في قائمة له أن الأرمن في القدس ومحيطها 70 ديرا.

## الدين

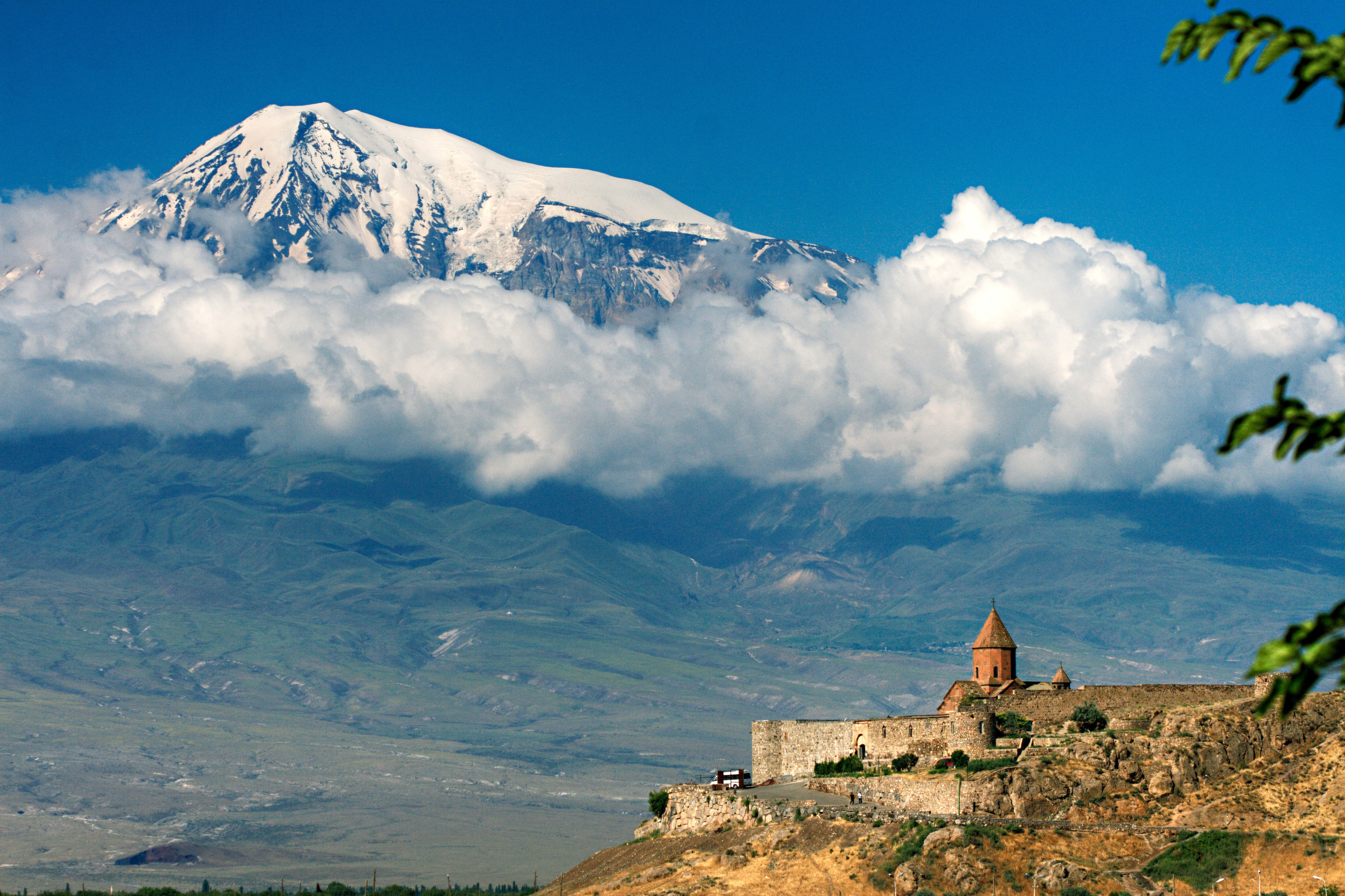
دير خور فيراب الذي يعود للقرن السابع الميلادي ويقع قرب جبل أرارات الذي يعتقد برسو سفينة نوح عليه.

تعد أرمينيا أول بلد اعتمد المسيحية كدين للدولة، وهو حدث يؤرخ تقليدياً في عام 301 م.
الديانة السائدة في أرمينيا هي المسيحية، والكنيسة الوطنية في البلاد هي الكنيسة الأرمنية الأرثوذكسية، التي تأسست وفق التقاليد الكنسية في القرن الأول على يد القديس تداوس والقديس برثلماوس وكلاهما من التلاميذ الاثني عشر، ولذلك تصف هذه الكنيسة نفسها «بالرسولية». من ناحية الطقوس، للكنيسة طقوسها الخاصة المنبثقة من الحضارة والمجتمع الأرمني، غير أنها تندرج في عائلة الطقوس والليتورجيات الشرقية أي تلك التي نشأت في القدس ومن ثمّ ازدهرت في الرها. أما من ناحية العقائد، فإن الكنيسة الأرمنية هي من الكنائس اللا خلقيدونية أي أنها تندرج ضمن عائلة الكنائس الأرثوذكسية المشرقية وتتقاسم المعتقدات ذاتها مع الأقباط الأرثوذكس والسريان الأرثوذكس بشكل رئيسي. الكنيسة الأرمنية أيضًا، هي عضو في مجلس كنائس الشرق الأوسط والمجلس العالمي للكنائس، ومن خلال هذين المجلسين، تتعاون مع سائر الكنائس والطوائف المسيحية.
ينتمي أكثر من 93% من المسيحيين الأرمن إلى الكنيسة الرسولية الأرمنية الأرثوذكسية، سواءً داخل أرمينيا أم خارجها. بنتيجة حركات الاتصال مع الفاتيكان خلال القرون الأخيرة، نشأت طائفة الأرمن الكاثوليك عام 1712 على يد مخيتار سبسطية. غير أنها لم تستطع أن تنتشر انتشارًا ملحوظًا داخل أرمينيا، بيد أن عددًا من الشتات الأرمني في سوريا ولبنان قد انتسب إليها، ويقع مقر بطريركيتها في بزمار إحدى بلدات لبنان. هناك أيضًا أرمن بروتستانت، خصوصًا من المعمدانيين  واللوثريين المشيخيين غير أنهم عمومًا أقلية ضئيلة.
قامت الكنيسة الأرمنية، بدور بارز في الحفاظ على الثقافة والهوية الأرمنية، على سبيل المثال يشتهر الرهبان الأرمن الكاثوليك بسلسلة من المنشورات العلمية من الإصدارات بالأرمنية لنصوص يونانية قديمة. هناك إلى جانب الكنائس الأرمنية، عدد قليل من أتباع الكنائس غير أرمنية الطقس واللغة من أمثال الكنيسة الرومانية الكاثوليكية أو الكنائس البروتستانتية.

## الثقافة

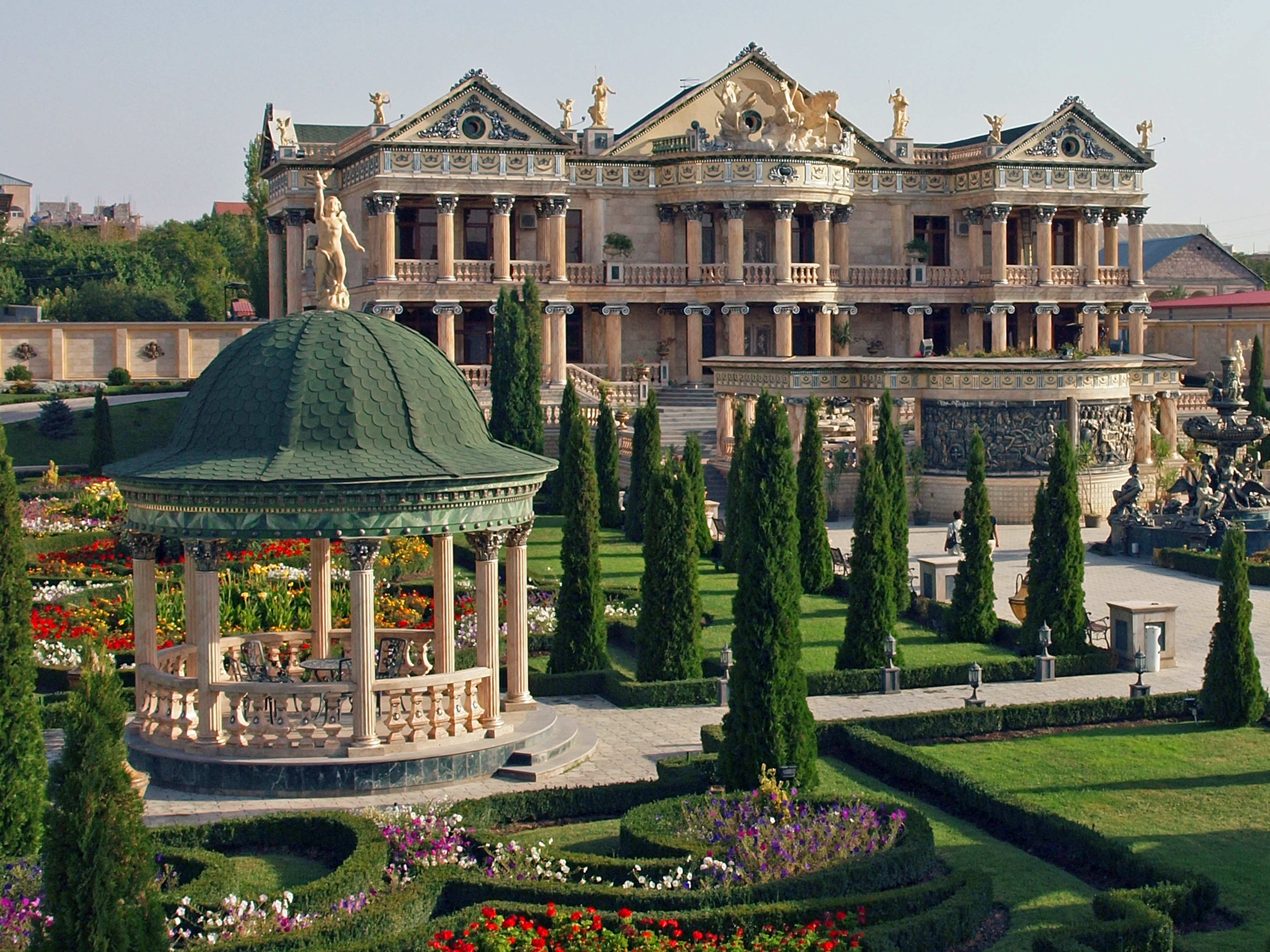
قصر أجابنياك في يريفان.

يمتلك الأرمن أبجدية ولغة خاصتين. تم اختراع الأبجدية الأرمنية في 405 ميلادي من قبل القديس ميسروب مشدوتس وتتألف من ثمانية وثلاثين حرفاً، منها حرفان أضيفا خلال الفترة القيليقية. يتحدث الأرمنية 96% من سكان البلاد بينما يتكلم 75.8% اللغة الروسية، كما تزداد شعبية اللغة الإنكليزية مع الوقت الحالي.

### العلوم
هناك أسماء بارزة كثيرة في العالم من العلوم التي هي من أصل الأرمن.
منهم مخيتار هيراتسي وهو من الأطباء المشاهير في العصور الوسطى. كان مخيتار هيراتسي مؤسس المدرسة الطبية الأرمنية في قيليقية الأرمنية. لعب هيراتسي نفس الدور في العلوم الطبية الذي لعبه أبقراط في أوروبا الغربية وجالينوس في الإمبراطورية الرومانية وابن سينا في الطب العربي. وهوفانس آدامیان: مخترع التلفزيون الملون، وأرتم إيفانوفيتش ميكويان الذس قام بتصميم سلسلة طائرات ميج المقاتلة الشهيرة، وأنستاس ميكويان رئيس مجلس السوفييت الأعلى بين عامي 1964 و1965 وسيرج ميكويان ابن شقيق أرتم إيفانوفيتش ميكويان وأنستاس ميكويان، كان واحدًا من رواد مؤرخي الاتحاد السوفياتي المتخصص في السياسات الخارجية لل31. تيغران بيتروسيان لاعب شطرنج محترف، فاز ببطولة العالم للشطرنج، وأصبح بطلًا للعالم في الفترة الممتدة بين عامي 1963 و1969. لوثر جورج سمجيان مخترع حوالي 200 من اختراع منها: الصراف الآلي، وجهاز محاكاة الطيران، آلة الأشعة السينية الملونة، جهاز محاكاة الغولف وأكثر من ذلك. إميل أرتين: عالم رياضيات ومؤسس علم الجبر الحديث. دورك ساهيان ودارون أسيموغلو حائز على جائزة نوبل وهم من بين ال 20 الأكثر ذكرًا من الاقتصاديين في العالم، جورجين آسكاريان وهو فيزيائي، مخترع نفسي للتركيز الضوئي، أندرياس ارتسروني وهو واحد من مؤسسي الكيمياء الجيولوجية، سوس اليكنيان مؤسس المدرسة السوفياتية لعلم الوراثة، روجر التونيان باحث لمرض الربو، صيدلي كان رائدًا في استخدام الصوديوم كرومولين كعلاج استنشاق لمرض الربو، أرمين الكيان اقتصادي، وواحد من المنظرين الأبرز في النصف الثاني من القرن 20، وهو رائد من الاقتصاد المؤسساتي الجديد واحدا من الآباء المؤسسين لمدرسة «القانون والاقتصاد»، وعلى وجه الخصوص ما قد حان لتكون والمعروفة باسم حقوق الملكية النهج، من بين المساهمين في القرن 20 أعلى إلى اقتصاد المعرفة، ستيفان آريان جراح ترميمي، منشئ رفرف الصدرية الكبرى، التي أصبحت الرفرف الأكثر استخدامًا للرأس والعنق إعادة الإعمار في جميع أنحاء العالم.

### الموسيقى والرقص

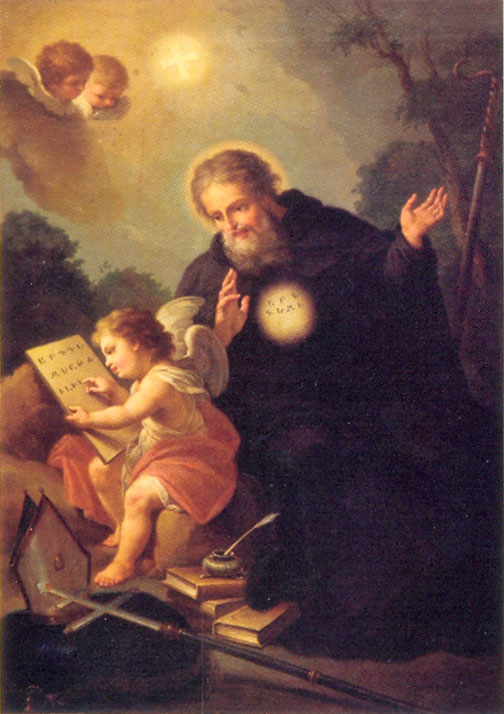
ميسروب مشدوتس بريشة فرانشسكو ماغيوتو.

الموسيقى الأرمنية مزيج من الموسيقى الشعبية المحلية، والتي ربما يمثلها أفضل تمثيل موسيقى دودوك لدجيفان جاسباريان، فضلاً عن موسيقى البوب والموسيقى المسيحية.
توجد الأدوات الموسيقية مثل الدودوك والدهل والزرنة والقانون في الموسيقى الفولكلورية الأرمينية. كما يشتهر فنانون من أمثال سيد نوا بسبب تأثيرهم في تطوير الموسيقى الفولكلورية الأرمينية. أحد أقدم أنواع الموسيقى الأرمنية هي الأنشودة الأرمنية التي تعد النوع الأكثر شيوعاً من الموسيقى الدينية في أرمينيا. الكثير من هذه الأناشيد قديمة في الأصل، وتمتد إلى عصور ما قبل المسيحية، بينما البعض الآخر حديث نسبياً، بما في ذلك العديد من تأليف القديس مسروب مشدوتس مخترع الأبجدية الأرمنية. تحت الحكم السوفياتي، اشتهر الملحن الأرمني آرام خاتشاتوريان على الصعيد الدولي من خلال تأليفه للموسيقى الكلاسيكية الأرمنية ومختلف أعمال الباليه ومنها رقصات سيبر (سيبر نوع من أنواع السيوف) في باليه غايانه.
تسببت مذابح الأرمن بهجرة واسعة واستيطانهم مناطق أخرى من العالم. حافظ الأرمن على تقاليدهم وبرز عدد من المغتربين مع موسيقاهم. اشتهرت إلى حد ما موسيقى «الكاف» ذات النمط الأرمني حيث تستخدم أدوات موسيقية أرمنية وشرق أوسطية (غالباً كهربائية/ مضخمة) وبعض الآلات الغربية. حافظ هذا النمط على الأغاني والرقصات الشعبية في أرمينيا الغربية، كما عزف العديد من الفنانين الأرمن الموسيقى الشعبية المعاصرة في تركيا وغيرها من دول الشرق الأوسط التي هاجر إليها الأرمن. لربما يعتبر ريتشارد هاغوبيان الأكثر شهرة في النمط التقليدي «الكاف» كما كانت الفرقة فوسبيكيان مشهورة في الأربعينيات والخمسينيات من القرن الماضي لتطويرها أسلوبها الخاص من «موسيقى الكاف» والتي تأثرت تأثراً كبيراً بموسيقى الجاز الشعبية الأميركية بيغ باند حينها. في وقت لاحق، وانطلاقاً من الشتات الأرمني في الشرق الأوسط ومتأثراً بموسيقى البوب الأوروبية (الفرنسية خصوصاً)، تطورت موسيقى البوب الأرمنية في الستينات والسبعينات من القرن الماضي مع فنانين مثل أديس هارمانديان وهاروت بامبوكجيان. كما يوجد حالياً فنانون مثل سيروشو يؤدون موسيقى البوب إلى جانب الموسيقى الفولكلورية الأرمينية. من بين مشاهير الموسيقيين الأرمن المغتربين على الصعيد العالمي المغني والملحن الفرنسي الارمني شارل أزنافور وعازف البيانو ساهان أرزروني وهناك أيضاً سوبرانو أوبرا مشاهير مثل هاسميك بابيان ومؤخراً إيزابيل بيركداريان وآنا كاسيان. كما يغني بعض الأرمن الموسيقى غير الأرمنية مثل فرقة الهيفي ميتال سيستم أوف أ داون (والتي غالباً ما تدمج النسق والمعزوفات الأرمنية التقليدية في أغانيها) أو نجمة البوب شير. بين الشتات الأرمني، تحظى الأغاني الثورية الأرمنية بشعبية لدى الشباب. تحث هذه الأغاني الوطنية الأرمنية عادة على الوطنية وغالياً ما تكون حول تاريخ الأرمن.

### الفن

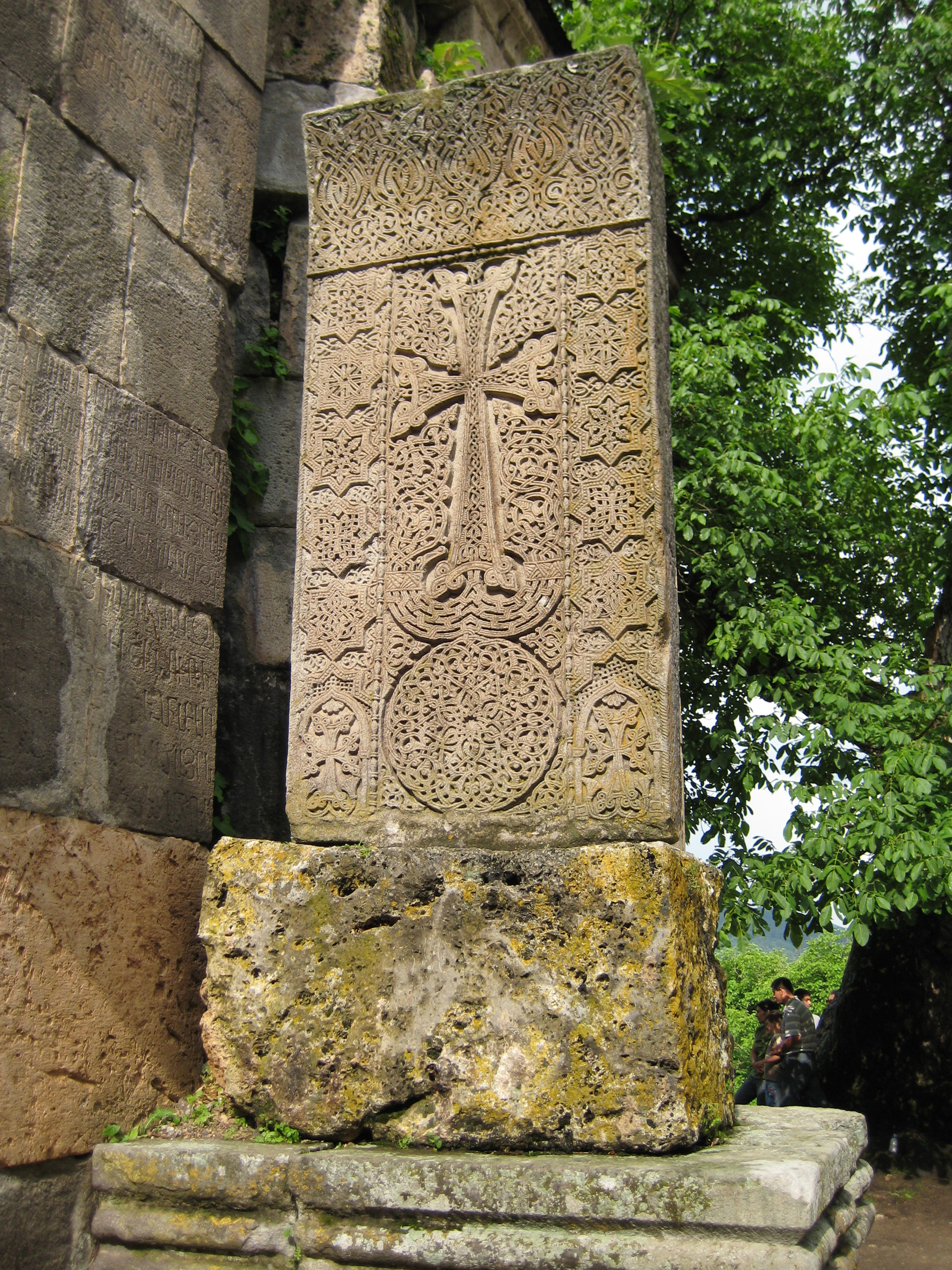
حجر خاتشكار أرميني قديم.

يقع فيرنيزاج يريفان (سوق الفنون والحرف اليدوية) على مقربة من ساحة الجمهورية، حيث يضج بمئات الباعة لمجموعة متنوعة من الحرف اليدوية وذلك في عطلات نهاية الأسبوع والأربعاء. يعرض السوق المنحوتات الخشبية والتحف والدانتيل الجميلة والصوف والسجاد اليدوي والكليم التي هي من اختصاص القوقاز. حجر السبج الذي يمكن العثور عليه محلياً، يصاغ في مجموعة متنوعة من الحلي كما يستخدم للزينة. تتمتع صياغة الذهب الأرمنية بتقاليد عريقة، حيث تشغل إحدى زوايا السوق بمجموعة متنوعة من الحلي. كما يمكن العصور على آثار سوفياتية وهدايا تذكارية من الدمى الروسية والساعات وصناديق العاج وغيرها.
على الجانب الآخر من دار الأوبرا، يوجد سوق الفن الشعبي آخر يملأ حديقة المدينة في عطلة نهاية الأسبوع. بسبب موقع أرمينيا كنقطة عبور على مر التاريخ يمكن العثور على العديد من المواقع الأثرية الرائعة. حيث توجد مولقع أثرية من العصور الوسطى والعصر الحديدي والعصر البرونزي وحتى العصر الحجري وكلها تبعد بضع ساعات بالسيارة عن المدينة. كما لا تزال العديد من الآثار عملياً غير مكتشفة، مما يسمح للزوار بمشاهدة الكنائس والقلاع في إعداداتها الأصلية.
يمتلك المتحف الوطني للفنون في يريفان أكثر من 16000 من الأعمال التي تعود إلى العصور الوسطى، والتي تروي حكايات أرمينيا الغنية وقصص تلك الأزمان. كما يضم لوحات رسمها فنانون أوروبيون كثر. كما أن متحف الفن الحديث ومعرض صورة الطفل ومتحف مارتيروس ساريان ليست سوى أسماء من بين العديد من المتاحف وصالات العرض في يريفان. علاوة على ذلك، توجد العديد من صالات العرض الخاصة حيث يفتتح الكثير منها كل عام، وتضم المعارض الدورية ودور البيع.

### الرياضة

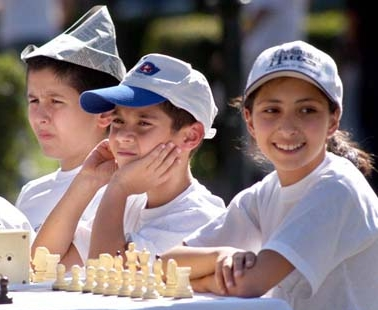
أطفال أرمن مشاركون في بطولة كأس الشطرنج للأمم المتحدة عام 2005.

تمارس مجموعة متنوعة من الألعاب الرياضية في أرمينيا، أكثرها شعبية المصارعة ورفع الأثقال والجودو وكرة القدم والشطرنج والملاكمة. تضاريس البلاد الجبلية تزيد من شعبية رياضات أخرى كالتزلج وتسلق الجبال. ونظراً لكونها بلد غير ساحلي، لا تمارس الرياضات المائية إلا في البحيرات ولا سيما بحيرة سيفان. تنافس أرمينيا في لعبة الشطرنج ورفع الأثقال والمصارعة على الصعيد الدولي. أرمينيا أيضاً عضو نشط في المجتمع الرياضي الدولي حيث تمتلك العضوية الكاملة في الاتحاد الأوروبي لكرة القدم (يويفا) واتحاد هوكي الجليد الدولي. كما تستضيف أيضاً ألعاب الأرمن.

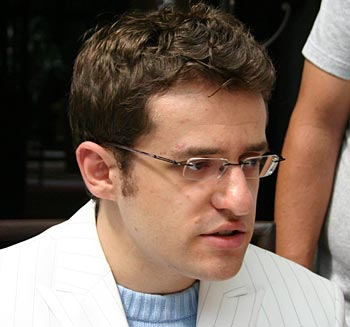
المصنف الأول في الاتحاد الأرميني للشطرنج -ليفون أرونيان.

قبل عام 1992، شارك الأرمن في دورة الألعاب الأولمبية ممثلين الاتحاد السوفياتي. كجزء من الاتحاد السوفياتي كانت أرمينيا ناجحة جداً حيث حصدت العديد من الميداليات وساعدت الاتحاد السوفياتي في الفوز بصدارة ترتيب الميداليات في دورات الألعاب الأولمبية في مناسبات عديدة. أحرز هرانت شاهينيان الميدالية الأولى لأرمينيا في تاريخ الألعاب الأولمبية الحديثة الذي حاز على ميداليتين ذهبيتين وميداليتين فضيتين في منافسات الجمباز في دورة الألعاب الأولمبية الصيفية عام 1952 في هلسنكي. لتسليط الضوء على مستوى نجاح الأرمن في الألعاب الأولمبية، ننقل عن شاهينيان قوله:
تتفوق أرمينيا في لعبة الشطرنج حيث فازت بأولمبياد الشطرنج العالمي مرتين على التوالي.

## مشاهير الأرمن

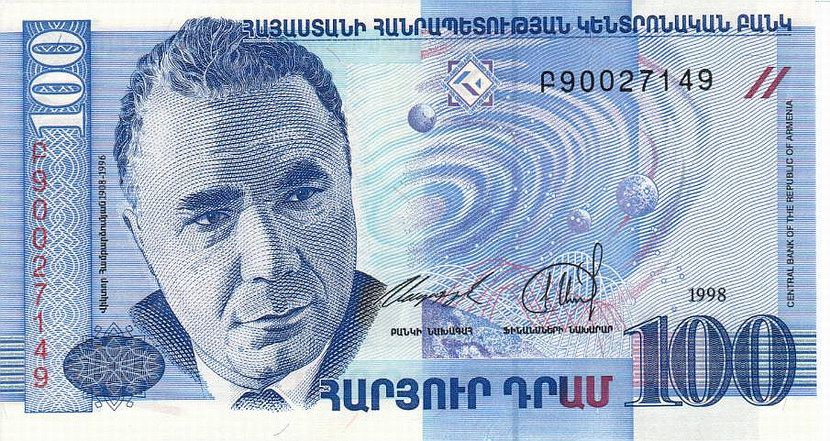
فيكتور أمبارتسوميان عالم فيزياء فلكية سوفييتي متميز، وواحد من مؤسسي علم الفيزياء الفلكية النظرية.

- هوفانس آدامیان: مخترع التلفزيون الملون.[86]
- أرتم إيفانوفيتش ميكويان: قام بتصميم سلسلة طائرات ميج المقاتلة الشهيرة.
- أنستاس ميكويان: رئيس مجلس السوفييت الأعلى بين عامي 1964 و1965.
- سيرج ميكويان: ابن شقيق أرتم إيفانوفيتش ميكويان وأنستاس ميكويان، كان واحدا من رواد مؤرخي الاتحاد السوفياتي المتخصص في السياسات الخارجية لل31.
- تيغران بيتروسيان: لاعب شطرنج محترف، فاز ببطولة العالم للشطرنج، وأصبح بطلا للعالم في الفترة الممتدة بين عامي 1963 و1969.
- لوثر جورج سمجيان: مخترع حوالي 200 من اختراع منها: الصراف الآلي، وجهاز محاكاة الطيران، آلة الأشعة السينية الملونة، جهاز محاكاة الغولف وأكثر من ذلك.[87]
- إميل أرتين: عالم رياضيات ومؤسس علم الجبر الحديث.[88]
- ریموند دامادیان: مخترع آلة المسح الضوئي.
- نيجوس باليان هو مهندس معماري أرميني، ولد في مدينة إسطنبول في تركيا عام 1826.

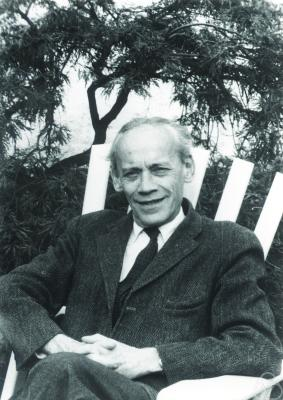
إميل أرتين مؤسس علم الجبر الحديث.
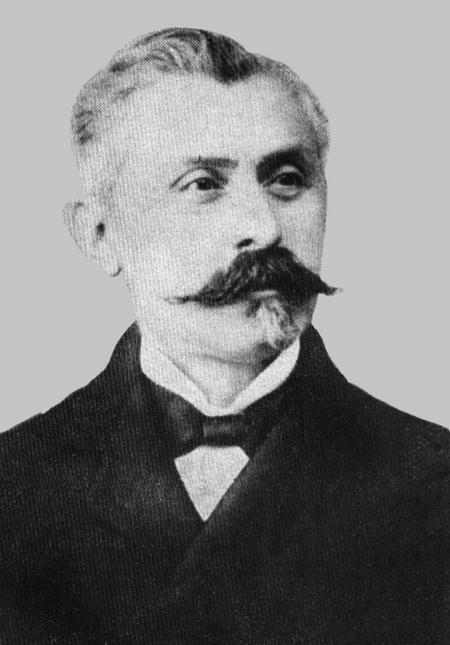
هاريت حريك، عالم فلك ورياضيات من الذين اثبتوا أن حركة الكواكب ليست مستقرة على الإطلاق.
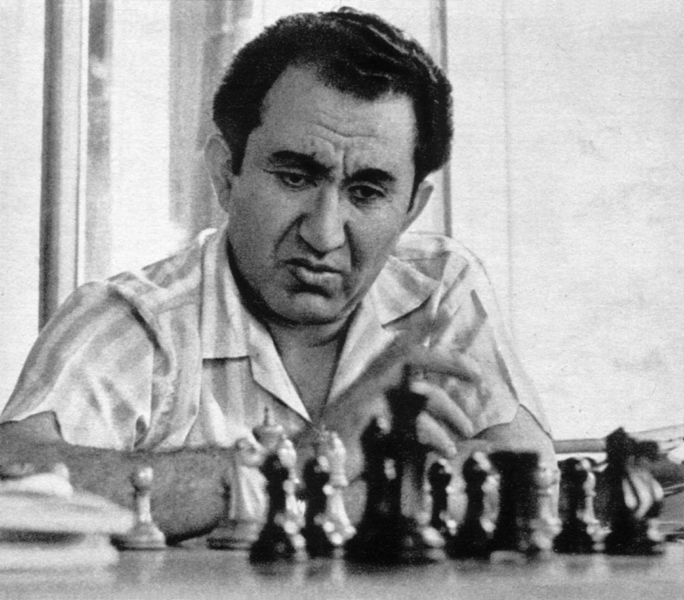
تيغران بيتروسيان، لاعب شطرنج محترف، فاز ببطولة العالم للشطرنج.
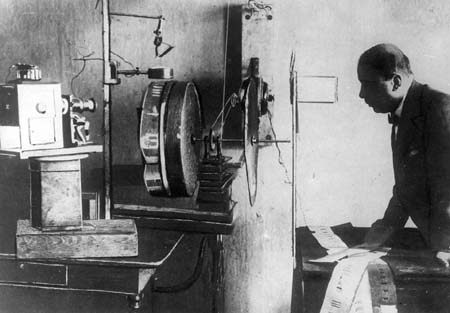
هوفانس آدامیان، مخترع التلفزيون الملون.